# Pavlov (powiat Pelhřimov)
Pavlov – gmina w Czechach, w powiecie Pelhřimov, w kraju Wysoczyna. 1 stycznia 2014 liczyła 136 mieszkańców.